# Sinsay
Sinsay je polský oděvní obchodní řetězec založený roku 2013. Řetězec je vlastněný oděvní společností LPP.
Na konci ledna 2022 provozoval řetězec 743 prodejen.
První prodejna v Česku byla otevřena roku 2013 v Centru Černý Most.